# Thiago Sales
Thiago Guimarães Sales, detto Thiago Sales (Rio de Janeiro, 7 maggio 1987), è un calciatore brasiliano, difensore dell'ABECAT.

## Caratteristiche tecniche
Gioca come difensore centrale.

## Carriera

### Club
Cresciuto nelle giovanili del club, ha debuttato durante il Campeonato Brasileiro Série A 2007, lanciato da Joel Santana, segnando un gol nella sua prima partita nel campionato di massima serie brasiliano, contro lo Sport Recife.

## Palmarès

### Club

#### Competizioni statali
- Campionato Carioca: 2

Flamengo: 2008, 2009
- Taça Guanabara: 1

Flamengo: 2008
- Taça Rio: 1

Flamengo: 2009